# Aethecerus uliae
Aethecerus uliae är en stekelart som beskrevs av Sebald 2000. Aethecerus uliae ingår i släktet Aethecerus och familjen brokparasitsteklar. Inga underarter finns listade i Catalogue of Life.